# هاربورغ
هابورغ بايرن (بالألمانية: Harburg, Bavaria) هي بلدة ألمانية تقع في ألمانيا في Donau-Ries.

## معرض صور

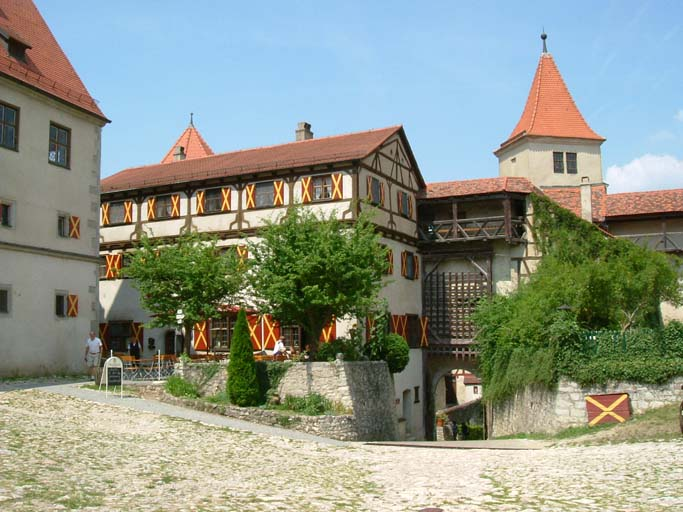
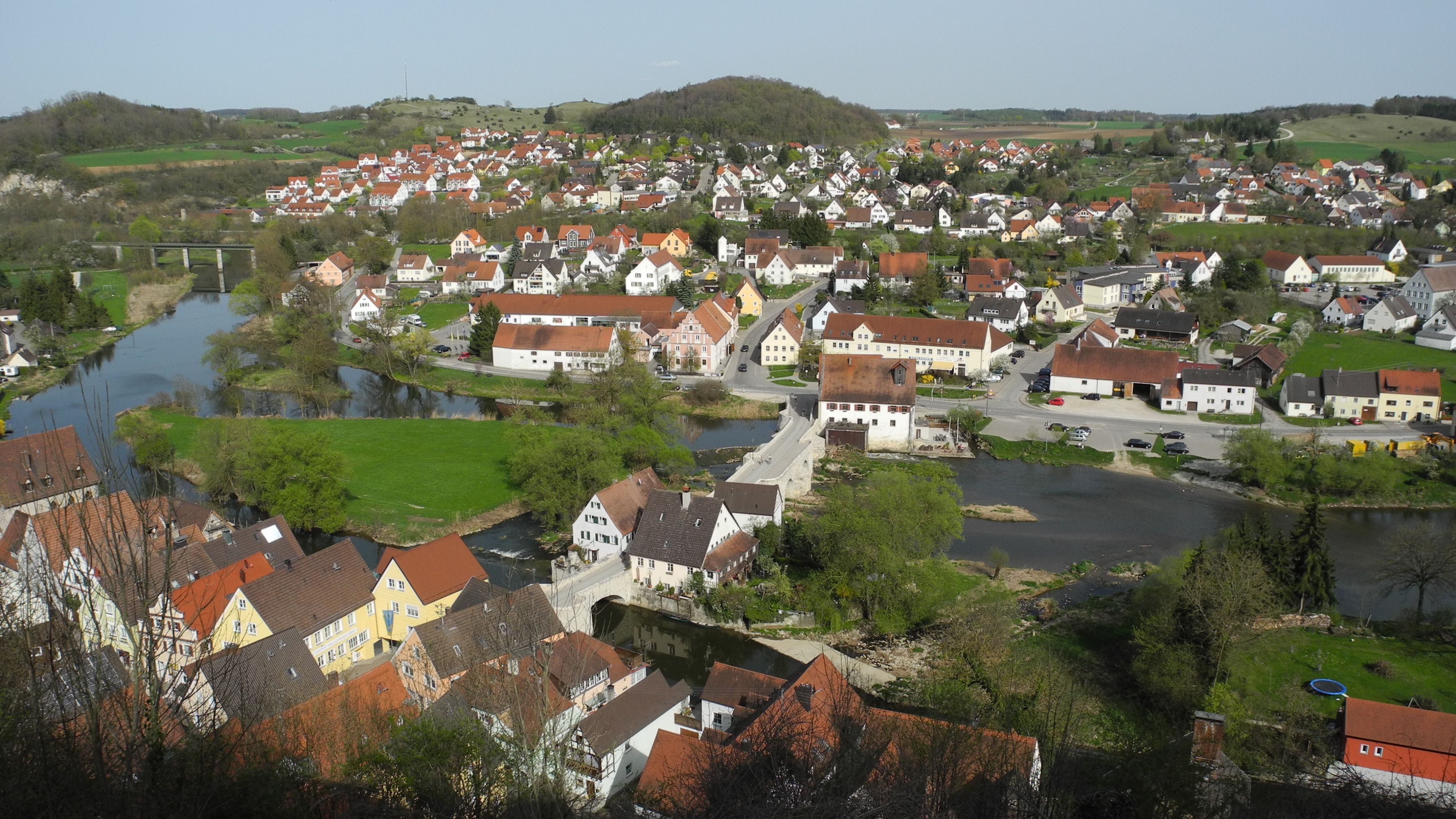
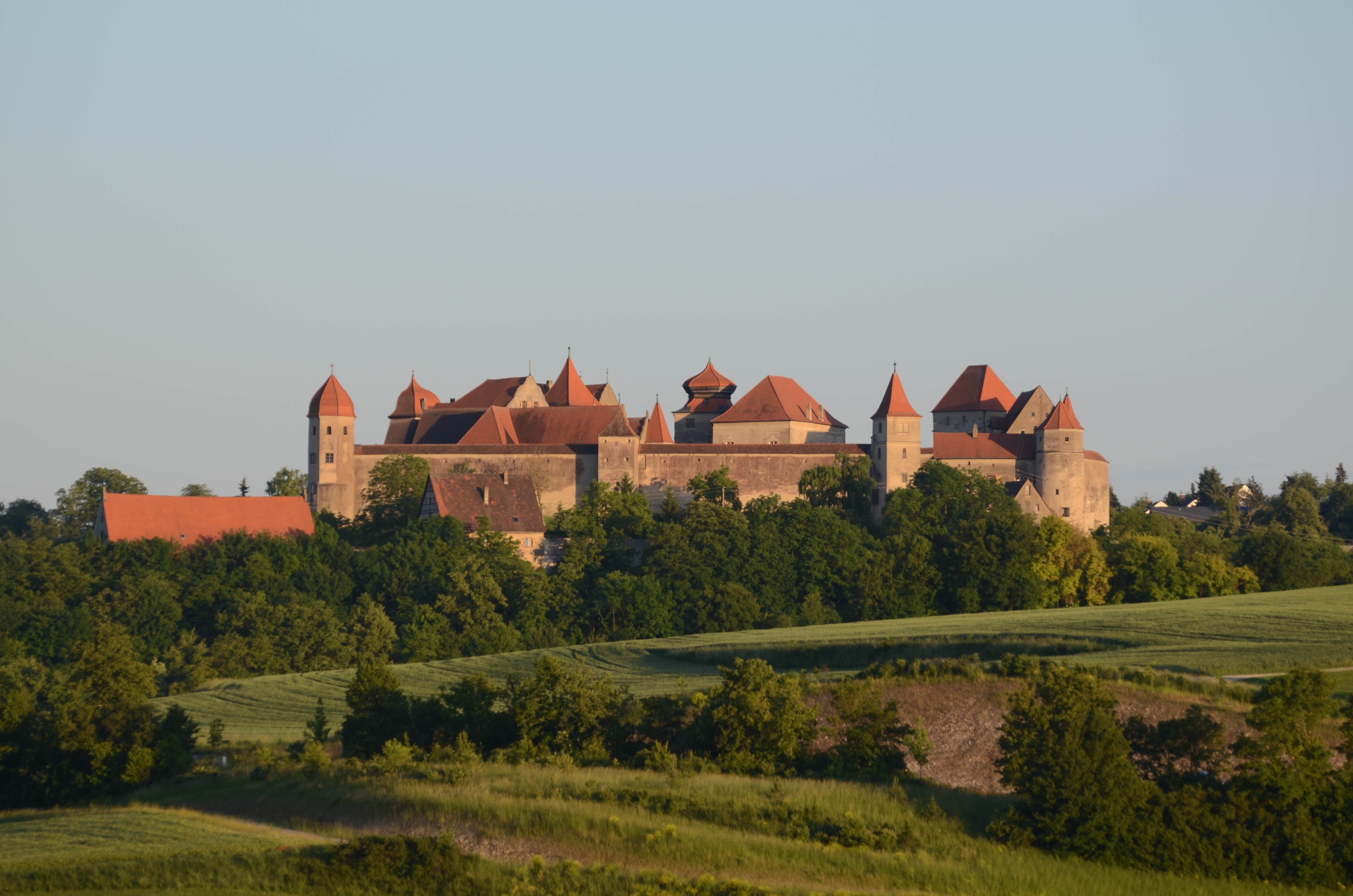